# Henrik von Stöcken
Henrik von Stöcken (født 8. maj 1631 i Rendsborg, død 11. juli 1681 i Kolding) var en dansk rentemester, far til Christopher Ernst, Hans Henrik og Gerhard Christian von Stöcken.
Han var søn af Henrik von Stöcken, først håndskriver hos Gert Rantzau, senere rådmand og toldopkræver i Rendsborg. Moderen var Abel Gude. Han opdroges hos sin slægtning, landkansler Heinrich von Hatten, var 1651-57 håndskriver hos Cai Ahlefeldt og derefter inspektør over grev Burchard Ahlefeldts godser. 1658 blev han kommissær i Hertugdømmerne og fik stadfæstelse på denne charge efter enevældens indførelse, 1663 blev han kæmmerér for de slesvig-holstenske intrader og 1668 tillige assessor i Tyske Kancelli og senest fra sommeren 1670 også i Kammerkollegiet. Han var generalkrigskommissær i Holsten, da han i september 1677 deltog i ekspeditionen til Rügen.
1679 udnævntes han til rentemester og året efter til gehejmeråd. Stöcken styrede finanserne med anerkendt dygtighed, men uden at tage tilstrækkeligt hensyn til de udpinte undersåtters nød. Han gav Rentekammeret den form, det i det store og hele havde indtil 1841. Han siges at have haft væsentlig del i Griffenfelds fald, formentlig i bevisførelsen for dennes bestikkelighed. Han havde stor indflydelse på kongen, der især i hans allersidste leveår rådførte sig med ham om de vigtigste sager. Det vides, at han var en erklæret modstander af storkansler Frederik Ahlefeldt og søgte at undergrave dennes anseelse hos kongen. Stöcken optoges 1681 i adelstanden, men døde få måneder senere, 11. juli, i Kolding. Han var ejer af Pederstrup på Lolland, som han 1680 havde erhvervet af hofmester Ditlev Rumohr.
Han blev gift 14. november 1660 i Övelgonne med Anna Catharina von Felden (død 10. juni 1673 i København), datter af dr.jur. Ernst von Felden i Colmar og Anna Catharina von Stöcken.
Han er begravet i Trinitatis Kirke.